# Митинг в Минске (7 ноября 1990)
Ми́тинг 7 ноября́ 1990 го́да (бел. Мітынг 7 лістапада 1990 года) — демонстрация, прошедшая 7 ноября 1990 года в Минске, главным образом, на площади В. И. Ленина, и организованная Белорусским народным фронтом «Возрождение».

## Исторический подтекст
25 октября [7 ноября] 1917 года произошла Октябрьская революция и, в частности, Октябрьское вооружённое восстание в Петрограде. C этого момента в БССР, как и во всём СССР ежегодно отмечалась Годовщина Великой Октябрьской социалистической революции.
В 1990 году был принят закон «О языках в Белорусской ССР», а 27 июля 1990 года была принята Декларация о государственном суверенитете Республики Беларусь, в которой признавалось верховенство Конституции БССР и ее законов.
7 ноября 1990 года день годовщины революции отмечался в БССР в последний раз, в последующие годы этот день отмечался уже в современной Белоруссии.

## Ход событий
После проведения празднования в честь Октябрьской революции, во второй половине дня началась ранее согласованная с властями демонстрация антикоммунистического характера. На митинге использовались осуждающие советскую власть плакаты и транспаранты, а также иные атрибуты, например, гипсовый скелет натурального размера, распятый на красной звезде. Милиционеры выстроились возле памятника Ленину.
Лидер Белорусского народного фронта «Возрождение» Зенон Станиславович Позняк выступил на митинге и на своём выступлении предложил «удостоить» Октябрьскую революцию возложением к памятнику Ленину антикоммунистических атрибутов. Когда митингующие двинулись в сторону памятника, милиционеры, схватившись за руки, окружили памятник цепью.
Один из участников акции схватил и подбросил фуражку одного из милиционеров. Тот попытался поймать её, разомкнув цепь, и митингующие прорвались к памятнику. Между митингующими и сотрудниками милиции завязалась драка, в ходе которой последние были вынуждены отступить к Дому правительства, где и оставались до конца акции.
Демонстранты сумели возложить плакаты, транспаранты к памятнику и уже упомянутый гипсовый скелет. Также был возложен обмотанный колючей проволокой восьмиконечный православный крест, сделанный членом БНФ «Возрождение» Валерием Седовым (на крест была надета душегрея одного из заключённых лагерей), плакаты и другие атрибуты.
В ходе демонстраций был повреждён памятник Ленину.

### События в Бресте
Одновременно с минским митингом, антикоммунистическая демонстрация проходила также в Бресте.

## Последствия
После беспорядков возбудили уголовное дело по ч. 3 ст. 186 УК БССР («организация или активное участие в групповых действиях, нарушающих общественный порядок»), но в связи с отсутствием состава преступления дело вскоре было закрыто. В отношении Позняка также велось расследование, но в результате прокуратура отказалась возбуждать против него уголовное дело. Как прокуратура не усмотрела преступления в действиях других лиц, активных участников и организаторов.
Акция 7 ноября 1990 года имела большой общественный резонанс. Бюро ЦК КПСС назвало организаторов и участников марша «экстремистами и антикоммунистами». Президиум Верховного Совета в постановлении «О нарушении общественного порядка при проведении альтернативного митинга 7 ноября 1990 года» осудил организаторов марша и назвал их действия «деструктивными и безответственными».С осуждением выступили проправительственные газеты «Советская Белоруссия» и «Вечерний Минск». Александр Лукашенко, будущий президент Белоруссии, тогда также заявил, что БНФ «серьезно провалилась» во время марша.